# Upham
Upham és una població dels Estats Units a l'estat de Dakota del Nord. Segons el cens del 2000 tenia 155 habitants.

## Demografia
Segons el cens del 2000, Upham tenia 155 habitants, 81 habitatges, i 40 famílies. La densitat de població era de 187 hab./km².
Dels 81 habitatges en un 22,2% hi vivien nens de menys de 18 anys, en un 38,3% hi vivien parelles casades, en un 7,4% dones solteres, i en un 50,6% no eren unitats familiars. En el 48,1% dels habitatges hi vivien persones soles el 28,4% de les quals corresponia a persones de 65 anys o més que vivien soles. El nombre mitjà de persones vivint en cada habitatge era d'1,91 i el nombre mitjà de persones que vivien en cada família era de 2,78.
Per edats la població es repartia de la següent manera: un 20% tenia menys de 18 anys, un 5,8% entre 18 i 24, un 25,8% entre 25 i 44, un 20% de 45 a 60 i un 28,4% 65 anys o més.
L'edat mediana era de 44 anys. Per cada 100 dones de 18 o més anys hi havia 96,8 homes.
La renda mediana per habitatge era de 21.250 $ i la renda mediana per família de 31.458 $. Els homes tenien una renda mediana de 23.750 $ mentre que les dones 18.750 $. La renda per capita de la població era d'11.187 $. Entorn del 15,1% de les famílies i el 24,7% de la població estaven per davall del llindar de pobresa.

## Poblacions més properes
El següent diagrama mostra les poblacions més properes.